# Johnny Winter And
Johnny Winter And – płyta nagrana w 1970 roku przez Johnny'ego Wintera.
Johnny Winter And

## Lista utworów
| 1.  | „Guess I'll Go Away” (Johnny Winter)                 | 3:28  |
|     |                                                      |       |
| 2.  | „Ain't That a Kindness” (Mark Klingman)              | 3:29  |
|     |                                                      |       |
| 3.  | „No Time to Live” (Jim Capaldi, Steve Winwood)       | 4:36  |
|     |                                                      |       |
| 4.  | „Rock and Roll, Hoochie Koo” (Rick Derringer)        | 3:31  |
|     |                                                      |       |
| 5.  | „Am I Here?” (Randy Zehringer)                       | 3:24  |
|     |                                                      |       |
| 6.  | „Look Up” (Rick Derringer)                           | 3:34  |
|     |                                                      |       |
| 7.  | „Prodigal Son” (Johnny Winter)                       | 4:18  |
|     |                                                      |       |
| 8.  | „On the Limb” (Rick Derringer)                       | 3:36  |
|     |                                                      |       |
| 9.  | „Let the Music Play” (Allan Nicholls, Otis Stephens) | 3:15  |
|     |                                                      |       |
| 10. | „Nothing Left” (Johnny Winter)                       | 3:30  |
|     |                                                      |       |
| 11. | „Funky Music” (Rick Derringer)                       | 4:55  |
|     |                                                      |       |
|     |                                                      | 41:36 |
|     |                                                      |       |

## Twórcy
- Johnny Winter – wokal, gitara, harmonijka
- Rick Derringer – wokal, gitara
- Randy Jo Hobbs – bas
- Randy Zehringer – perkusja